# Krzyżowice (Kobierzyce)

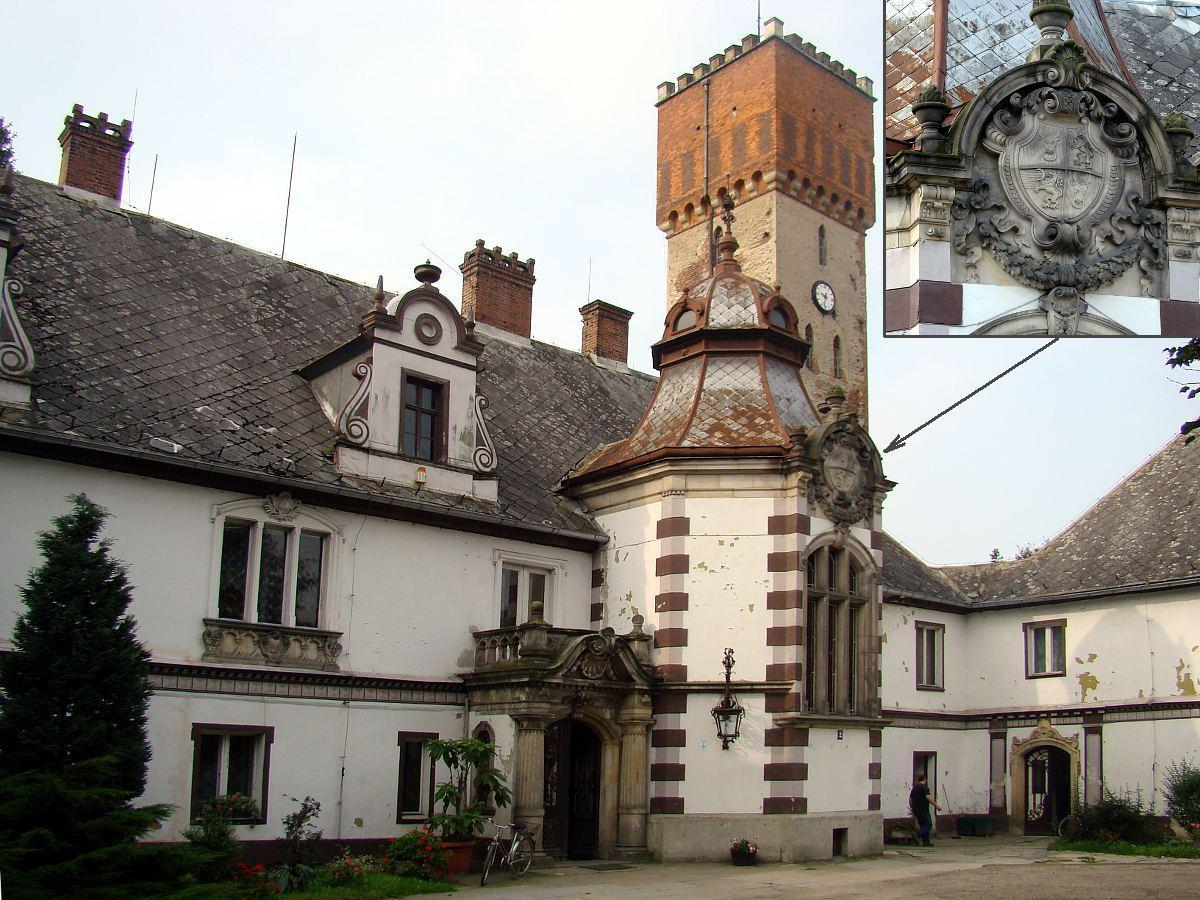
Schloss Schlanz

Krzyżowice (deutsch Schlanz, historisch Wenigen-Wirbitz) ist ein Dorf in der Landgemeinde Kobierzyce (Koberwitz, 1937–1945 Rößlingen) im Powiat Wrocławski der Woiwodschaft Niederschlesien in Polen.

## Lage
Nachbarorte sind Gniechowice im Südwesten, Stary Dwór im Westen, Małuszów (Malsen) im Norden, Bąki (Wilhelmsthal) im Süden, Nowiny im Südosten, Żerniki Małe (Klein Sürding) im Nordosten.

## Geschichte
„Wirbicz“ wurde 1360 erstmals urkundlich erwähnt und 1408 ist es in der Schreibweise Wenigen-Wirbitz belegt. 1423 erwarb Niklas Stoltz, Bürger und Ratsherr von Breslau das Gut, welches „vor Zeiten Wenigen Wiribitz genannt, im Breslischen“. 1449 erwarb dort Caspar Stoltz von Breslau Besitz. Das Dorf war vormals in die Anteile Ober- und Nieder-Schlanz unterteilt. Nach dem Ersten Schlesischen Krieg fiel Schlanz 1741/42 mit dem größten Teil Schlesiens an Preußen. 1845 war der Besitzer ein Rittmeister Tschirschky, Ritter des Roten Adlerordens. Damals zählte das Dorf 32 Häuser ein Schloss, ein Vorwerk, 262 Einwohner (davon 13 katholisch und der Rest evangelisch), eine evangelische Schule mit einem Lehrer, evangelische Kirche zu Domslau, katholische Kirche zu Gnichwitz, ein Wirtshaus, drei Leinwebstühle, fünf Handwerker und einen Kramer. Schlanz gehörte bis 1945 zum Landkreis Breslau.
Gegen Ende des Zweiten Weltkriegs wurde Schlanz im Frühjahr 1945 von der Roten Armee besetzt. Als Folge des Zweiten Weltkriegs fiel es mit fast ganz Schlesien 1945 an Polen. Nachfolgend wurde es in Krzyżowice umbenannt. Die einheimische deutsche Bevölkerung wurde – soweit sie nicht vorher geflohen war – vertrieben. Die neu angesiedelten Bewohner waren teilweise Zwangsumgesiedelte aus Ostpolen, das an die Sowjetunion gefallen war.
Von 1975 bis 1998 gehörte Krzyżowice zu Woiwodschaft Breslau.

## Sehenswürdigkeiten
- Schloss Schlanz[3]

## Persönlichkeiten
- Benno von Tschirschky-Reichell (1810–1878), Gutsbesitzer und preußischer Politiker